# NGC 282
NGC 282 je eliptická galaxie v souhvězdí Ryb. Její zdánlivá jasnost je 13,7m a úhlová velikost 1,0′ × 0,9′. Je vzdálená 305 milionů světelných let, průměr má 90 000 světelných let. Galaxii objevil 13. října 1879 Édouard Jean-Marie Stephan.